# Kokona Hiraki
Kokona Hiraki (født 26. august 2008) er en japansk skateboarder.
Hun repræsenterede Japan ved sommer-OL 2020 i Tokyo, hvor hun vandt sølv i park.
Ved sommer-OL 2020 i Paris vandt hun sølv i disciplinen park.